# John Riley
John Riley   (Chicago, 13 de juny de 1909 - Illinois, 22 de març de 1993) va ser un lluitador i jugador de futbol americà estatunidencs que va competir durant la dècada de 1930.
Nascut a Chicago, va estudiar al New Trier High School de Winnetka, Illinois i a l'Acadèmia Militar del Nord-oest de St. John, a Delafield, Wisconsin. Mentre estava a St. Johns va practicar el rem i va ser capità d'una tripulació el 1927. Estudià a la Universitat Northwestern, on s'inicià en el futbol americà i guanyà dos campionats de la Big Ten Conference. El 1931 va ser nomenat All-American.
A Northwestern també s'inicià en la lluita, sent campió del pes pesant de la NCAA el 1931 i el 1932. El 1932 va prendre part en els Jocs Olímpics d'Estiu de Los Angeles, on guanyà la medalla de plata en la prova del pes pesant del programa de lluita.
Una vegada acabats els seus estudis a la Universitat, el 1933, va jugar a futbol professionalment a la National Football League amb als Boston Redskins. Posteriorment també fou lluitador professional durant dos anys i es va retirar invicte després de disputar 132 combats.
Durant la Segona Guerra Mundial va entrar al Cos de Marines dels Estats Units i va ascendir al rang de major. De 1948 a 1957 va exercir d'entrenador de lluita lliure a la Universitat Northwestern.